# Stephan Wilhelm Kinsky
Stephan Wilhelm Kinsky (ur. 26 grudnia 1679, zm. 12 marca 1749), 1. książę Wchinitz i Tettau (od 1746 r.), książę Rzeszy Niemieckiej (Reichsfürst) od 1747 roku był austriackim dyplomatą. 
W latach 1729–1732 był austriackim ambasadorem w Paryżu. 
W 1712 roku poślubił Marię Josephę, hrabinę Dietrichstein (1694-1758).